# 安菩夫妇墓
安菩夫妇墓是一座位於河南省洛陽市龍門山的唐朝粟特人古墓葬，建於唐景龍三年（公元709年），為安菩及其妻何氏的合葬墓。發掘於1981年4月，出土文物129件。后整体迁入洛阳古墓博物馆，原址辟为安菩将军纪念馆。

## 墓主簡介
根據墓誌記載，安菩，字薩，曾祖父叫鉢達干，祖父叫係利，其父名諱失載。他原為粟特昭武九姓之一的安國首領，後因不滿突厥人的統治而歸依唐帝國，獲封大唐定遠將軍。據說安菩驍勇善戰，率領軍隊縱橫大漠，保衞着唐帝國的邊境。史書描述他為「以一當千，獨掃蜂飛之衆」。公元664年，安菩於西安去世。40年後，其妻何氏在東都洛陽病逝。他們的獨子安金藏將安菩的遺骨遷至洛陽與何氏合葬，因而建造了這座安菩墓。
經學者考證，認為安金藏在為父母擧行合葬儀式時使用了火祆教葬儀「犬視」，並對祆教戰神牡鹿和豐饒女神阿娜希塔致祭奉祀。此外，安菩墓中發現的一件唐三彩雙峰駝，其駝鞍中間有一神像，經中山大學歷史系教授姜伯勤考證，認為是當時流行的一種「盛於皮袋」的祆神。由此可知安菩一家均是祆教信徒。

## 墓葬簡介
安菩墓座落在洛陽龍門山東山北麓，方向坐南朝北，西距伊水約1公里，北距隋唐洛陽城的南城牆約8公里。由於歷時久遠，墓葬地面已無任何遺存。但隨葬品豐富，合計達129件。該墓由墓道、墓門、甬道和墓室組成，墓門以靑石構築，在門楣、門框、門板、門檻上刻有紋飾，墓內東西兩邊並置雙棺牀。在出土的129件文物中，唐三彩佔50件，單釉器61件，瓷器11件，陶器2件，銅器3件，金器1件，瑪瑙1件。唐三彩中有高達1.12米的文官俑和武士俑，有面目猙獰的鎭墓獸，還有各種鷄、鴨、馬匹、駱駝、牽馬俑、牽駝俑、男女侍俑等。其中出土的一枚東羅馬福卡斯皇帝時期所鑄造的金幣，再一次見證唐朝時東西方貿易的繁盛。

## 相關書籍
- 程永建; 周立 (编). . 北京: 科學出版社. 2017年9月1日. ISBN 9787030545619 （中文（简体））.

## 外部連結
- 新書速遞|程永建、周立：《洛陽龍門唐安菩夫婦墓》 （页面存档备份，存于） （简体中文）